# Legg Mason Tennis Classic 2002
Legg Mason Tennis Classic 2002 — тенісний турнір, що проходив на кортах з твердим покриттям у місті Washington, D.C., USA з 12 серпня . Належав до категорії ATP International Series Gold.

## Фінальна частина

### Одиночний розряд
Джеймс Блейк —  Парадорн Шрічапхан 1–6, 7–6(7–5), 6–4

### Парний розряд
Вейн Блек /  Кевін Ульєтт —  Боб Браян /  Майк Браян 3–6, 6–3, 7–5